# Ilse Kaschube
Ilse Kaschube, in seguito Zeisler (Altentreptow, 25 giugno 1953), è un'ex canoista tedesca.

## Palmarès

### Olimpiadi
- 1 medaglia[1] :
  - 1 argento (Monaco di Baviera 1972 nel K-2 500 m)

### Mondiali
- 2 medaglie[1]:
  - 2 ori (Tampere 1973 nel K-2 500 m; Città del Messico 1974 nel K-4 500 m)